# Лесли Мен
Леслин Џин Мен (енгл. Leslie Jean Mann; Сан Франциско, 26. март 1972) америчка је глумица. Позната је по филмовима као што су: Цревна напаст (1996), Ђорђе из џунгле (1997), Мали диктатор (1999), Заломило се (2007), Поново 17 (2009), Смешни људи (2009), Овако је са 40 (2012), Неће моћи ове ноћи (2018) и Крудс: Ново доба (2020).

## Детињство и младост
Рођена је у Сан Франциску, а одрасла у Њупорт Бичу. Одгајала ју је мајка Џенет, која је осам година водила програме дизајна и квалитета у групи Ayres Hotel. О свом оцу је изјавила: „Мој тата је... ја га заправо немам. Мислим, он постоји, али ја немам никакву комуникацију с њим.” Има двоје браће и сестара и три старија полубрата. Њена бака по мајци, Сади Виола Хеља Расанен, била је ћерка финских имиграната.
Рекла је да је током младости била „веома стидљива, некако затворена”. Завршила је средњу школу Корона дел Мар, док је глуму студирала у школи Џоен Барон/Д. В. Браун, те била део групе групе комичара Граундлингс. Похађала је колеџ и студирала комуникације, али је одустала пре него што дипломирала.

## Филмографија

### Филм
| Година | Српски наслов            | Изворни наслов | Улога                  | Напомене       |
| ------ | ------------------------ | -------------- | ---------------------- | -------------- |
| 1991.  |                          |                | девојка                | статиста       |
| 1996.  | Провалници дилетанти     |                | чланица сестринства    | непотписана    |
| 1996.  |                          |                | Лори                   |                |
| 1996.  | Она је права             |                | Кони                   |                |
| 1996.  | Последњи осветник        |                | Ванда                  |                |
| 1996.  | Цревна напаст            |                | Робин Харис            |                |
| 1997.  | Ђорђе из џунгле          |                | Урсула Станхоуп        |                |
| 1999.  | Мали диктатор            |                | Корин Малони           |                |
| 2000.  | Тајмкод                  |                | Черин                  |                |
| 2001.  | Парфем                   |                | Камила                 |                |
| 2002.  |                          |                | Криста Брумдер         |                |
| 2002.  |                          |                | Елејн Ворнер           |                |
| 2005.  | 4 банке, а невин         |                | Ники                   |                |
| 2007.  | Заломило се              |                | Деби                   |                |
| 2008.  | Тражи се телохранитељ    |                | Лиса Заши              |                |
| 2008.  | Чивава са Беверли Хилса  |                | Бимини                 | непотписана    |
| 2009.  | Поново 17                |                | Скарлет О’Донел        |                |
| 2009.  | Смешни људи              |                | Лора                   |                |
| 2009.  |                          |                | Џејн Томпсон           |                |
| 2009.  | Волим те, Филипе Морисе  |                | Деби Расел             |                |
| 2011.  | Рио                      |                | Линда Гундерсон        | гласовна улога |
| 2011.  |                          |                | Маргарет Хобарт        |                |
| 2011.  | Буди мало ја             |                | Џејми Локвуд           |                |
| 2012.  | Паранорман               |                | Сандра Бабкок          | гласовна улога |
| 2012.  | Овако је са 40           |                | Деби                   |                |
| 2013.  |                          |                | Лори Мур               |                |
| 2014.  | Господин Пибоди и Шерман |                | Пети Питерсон          | гласовна улога |
| 2014.  | Рио 2                    |                | Линда Гундерсон        | гласовна улога |
| 2014.  | Освета на женски начин   |                | Кејт Кинг              |                |
| 2015.  | Одмор                    |                | Одри Гринсволд Крандол |                |
| 2016.  | Како бити соло           |                | Мег Кепли              |                |
| 2016.  | Комичар                  |                | Хармони Шилц           |                |
| 2018.  | Неће моћи ове ноћи       |                | Лиса Декер             |                |
| 2018.  |                          |                | Никол                  |                |
| 2019.  | Сва сирочад Бруклина     |                | Џулија Мина            |                |
| 2020.  | Весели дух               |                | Елвира Кондомин        |                |
| 2020.  | Крудс: Ново доба         |                | Хоуп Бетерман          | гласовна улога |
| 2022.  |                          |                | Лиса                   |                |
| 2022.  | У балону                 |                | Лорен ван Чанс         |                |

### Телевизија
| Година | Српски наслов    | Изворни наслов | Улога        | Напомене                                    |
| ------ | ---------------- | -------------- | ------------ | ------------------------------------------- |
| 1994.  |                  |                | Мери         | епизода: „Велика обмана”                    |
| 1995.  |                  |                | Ерика Мерсер | епизода: „Пилот”                            |
| 1998.  | Херкул           |                | Амфитрита    | гласовна улога; 2. епизоде                  |
| 1999.  |                  |                | госпођа Фут  | епизода: „Чокин и Токин”                    |
| 2011.  | Модерна породица |                | Кејти        | епизода: „Кућица на дрвету”                 |
| 2011.  |                  |                | Џина Винтроп | 7 епизода                                   |
| 2014.  | Симпсонови       |                | Лесли Ман    | главна улога; епизода: „Укради ову епизоду” |
| 2014.  |                  |                | наратор      | епизода: „Жене у комедијама”                |